# مرقار
مرقار، هو مجتمع مسلم يوجد في ولايتي تاميل نادو وكيرالا في الهند وكذلك في سريلانكا. ويتكلمون اللغة التاميلية والماليالامية. يعود أصل المجتمع إلى الزيجات بين التجار العرب المسلمين الأوائل ونساء موكوفار الساحلية من السكان الأصليين. كما تزوج التجار العرب من نساء جنوب آسيويات غير موكوفاريات في سريلانكا والهند، لكن أحفادهم ليسوا بالضرورة أعضاء في مجتمع مرقار.